# مرخز
مَرخُز روستایی از توابع بخش مرکزیِ شهرستان سقز است که در استان کردستان ایران قرار دارد.

## جمعیت
این روستا در دهستان سرا واقع شده و براساس سرشماری سال ۱۳۸۵، جمعیت آن ۹۰۹ نفر (۱۹۵ خانوار) بوده‌است.